# 日向野義幸
日向野 義幸（ひがの よしゆき、1958年（昭和33年）6月18日 - ）は、日本の政治家。2003年から2010年まで旧栃木市長を務めた。栃木県議会議員（4期）。栃木市議会議員（3期）。

## 経歴
栃木県栃木市皆川町に生まれる。1971年（昭和46年）に栃木市立皆川中学校入学、1977年（昭和52年）に足利学園高等学校を卒業、日本大学短期大学部に進学。卒業後は栃木青年会議所会員となる。知人の紹介で、渡辺美智雄衆議院議員と知り合い、渡辺氏から勧められた全国自民党青年局青年部研修会に参加し政治を学ぶ。1987年（昭和62年）4月の栃木市議会議員選挙で28歳の若さで初当選（全国最年少市議として当選）し、1999年（平成11年）まで市議会議員を3期務める。
1999年4月11日の栃木県議会議員選挙では栃木市選挙区（定数3）から立候補して40歳で初当選（県最年少県議として当選）、2003年（平成15年）まで県議会議員を3期務めた。県議会では自民党会派（栃木県議会自由民主党議員会）に所属した。2003年4月27日の栃木市長選挙では無所属で立候補し前市議の琴寄昌男を破り44歳で初当選（県最年少市長として当選）した。2007年（平成19年）4月22日の市長選挙で再選。
2007年9月には元自衛官の濱口和久を市の任期付き職員に任命している。当初、日向野は濱口を副市長に任命する意向であったが、市議会に濱口の副市長就任に反対する動きがあった。そのため、副市長に任命することを断念し9月1日付で任期付き職員として任命した。これには議会から「強引」などとの反発が出た。濱口は2008年3月に任期を終了し退職した。
2010年（平成22年）3月29日に（旧）栃木市が下都賀郡大平町、藤岡町、都賀町と新設合併し現在の栃木市が発足したことに伴い市長を失職した。なお、合併前の最後の市議会定例会では市の「太平山麓における活性化整備事業計画」に基づく市土地開発公社による工場跡地購入が問題となる（後述）。
2010年4月25日に新市発足に伴う市長選挙と市議会議員選挙が実施され、市長選挙は日向野と合併前の大平町長の鈴木俊美との一騎討ちとなったが、日向野は鈴木に約1万4000票差をつけられ敗れた。下都賀総合病院の移転問題が選挙の大きな争点となり、日向野は公明党の推薦（旧大平町は自主投票）の他、多数の業界団体の推薦を受け組織型の選挙戦を展開した。しかし、鈴木の地元の旧大平町で投票数の1割程度しか得票できなかった上に自身の地元の旧栃木市では鈴木が「反日向野票」を手堅くまとめたため落選する結果となった。なお、2007年の旧市の市長選で日向野の対立候補であった元県議会議長の大島和郎はこの選挙では鈴木の選対本部長を務めていた。
2014年4月20日の市長選挙には立候補せず、かつて旧市の市長選で日向野と争った琴寄昌男を支援したが、琴寄は現職の鈴木に敗れ落選した。
2015年4月12日の栃木県議会議員選挙では栃木市選挙区で自民党公認で当選した。2019年4月7日の県議選で同選挙区で3選。2023年4月9日の県議選で4選した。

## 土地開発公社による工場跡地購入問題
2009年（平成21年）6月に旧栃木市の土地開発公社がレストランや野菜直売所などを整備する目的で工場跡地約1.9ヘクタールを約2億で購入したが（この事業に参加する予定であった業者は2010年10月に撤退を表明）、購入の経緯や価格について旧市の市議会の平成22年3月定例会で問題となり、調査特別委員会（百条委員会）の設置を求める動議が提出される。しかし、この時は動議は賛成9人、反対10人で否決された。
その後、新市発足に伴う市長選・市議選を経て、市議会の平成22年6月定例会において再び百条委員会の設置を求める動議が提出される。今度は全会一致で可決された。跡地購入当時の市長であった日向野は2011年（平成23年）3月31日に百条委員会に出席して証言した。この工場跡地については土壌が汚染されている可能性があったが、土地の鑑定評価をした不動産鑑定士は土地開発公社から汚染のないことを前提に土地を鑑定評価するよう求められたことを百条委員会で証言している。また、百条委員会が別の不動産鑑定士に土地の鑑定評価を依頼したところ、汚染のないことを前提としても9,300万円の評価であることが判明しており、さらに2011年6月には工場跡地の一部から環境基準を超える鉛などや跡地の地下水から環境基準を超えるトリクロロエチレンが検出されたことを土地開発公社が公表している。
2011年3月2日には市民161人が日向野ら工場跡地購入の関係者に対して跡地購入費用の弁済や計画策定費用の返還を求める住民監査請求を行ったが、同年5月には市の監査委員が請求の一部を認め市に対して計画策定費用計98万7千円を関係職員に返還させることを勧告をしている。跡地購入費用の弁済の請求については認められなかったため住民訴訟となり、2011年7月20日に宇都宮地方裁判所で第1回口頭弁論が行われた。原告側は跡地購入費用と適正価格との差額1億800万円を日向野ら当時の関係者に請求することを鈴木俊美市長に求めており被告側は争う意向を明らかにしている。
なお、2011年6月20日に百条委員会が決定した報告書では、工場跡地購入当時の副市長（土地開発公社理事長）の背任罪での刑事責任追及、日向野ら当時の関係者に対しての損害賠償請求などを鈴木市長に求めている。また、2012年（平成24年）1月31日には土地開発公社が元副市長と土地の売主業者に損害賠償を求めて宇都宮地方裁判所に提訴している。
2015年（平成27年）1月27日、住民訴訟の原告団が記者会見し、工場跡地の徴税事務を担当した職員2人が100万円ずつ市に寄付することで被告側と和解し同月9日付で訴訟を取り下げたことを発表した。市税の滞納で差し押さえられていた工場跡地を職員が担保を取らずに差し押さえを解除したためにその売買代金を確保できなかったとされる。訴訟の取り下げは職員側からの申し出で、裁判で明らかにされた問題に真摯に市が対応することを条件に原告側は申し出を受諾した。市も訴訟の取り下げに同意し、鈴木市長は徴税事務に不適切な処理があったことに対する遺憾の意と再発防止を表明している。
2015年9月17日、土地開発公社が元副市長と土地の売主業者に損害賠償を求めた訴訟で、宇都宮地方裁判所は土地開発公社の請求を棄却した。同月29日、土地開発公社は判決を不服として東京高等裁判所に控訴した。2017年（平成29年）3月29日、東京高等裁判所は地裁判決を変更し土地開発公社の請求を認める判決を言い渡した。同年4月12日、元副市長と土地の売主業者は判決を不服として最高裁判所に上告した。2018年（平成30年）3月16日、最高裁判所は元副市長と土地の売主業者の上告を棄却した。